# Estación Sosa
Pour les articles homonymes, voir Sosa.
Estación Sosa est une localité rurale argentine située dans le département de Paraná et dans la province d'Entre Ríos.

## Démographie
La population de la ville, c'est-à-dire à l'exclusion de la zone rurale, était de 293 habitants en 1991 et de 479 en 2001. La population de la juridiction du conseil d'administration était de 608 habitants en 2001.